# Cristiano II di Sassonia-Merseburg
Cristiano II di Sassonia-Merseburg (Merseburg, 19 novembre 1653 – Merseburg, 20 ottobre 1694) fu duca di Sassonia-Merseburg dal 1691 fino alla morte nel 1694.

## Biografia
Era figlio di Cristiano I di Sassonia-Merseburg e di Cristiana di Schleswig-Holstein-Sonderburg-Glücksburg.

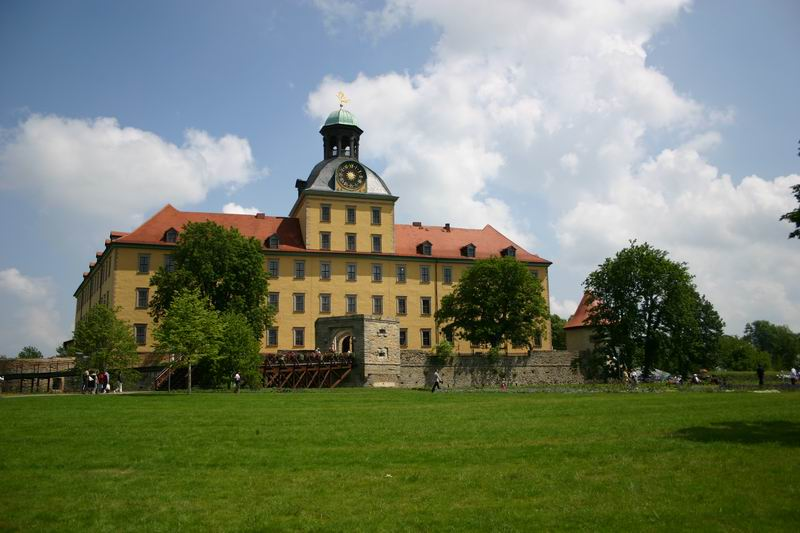
Il Castello di Mersenburg e il parco

Alla sua nascita aveva un fratello maggiore, Giovanni Giorgio, nato un anno prima di lui e morto ad un anno di età. Erede del ducato divenne quindi Cristiano che salì sul trono alla morte del padre nel 1691.
Il regno di Cristiano II durò solo quattro anni. Come suo padre, ebbe continue controversie ereditarie con i cugini sassoni a causa del testamento di suo nonno Giovanni Giorgio II di Sassonia, che non aveva tenuto conto dei diritti ereditari del suo primogenito ma aveva favorito i figli maschi minori, tra cui il terzogenito Cristiano I.
Cristiano II morì nel 1694 lasciando tre figli maschi. Ereditò il ducato il primogenito Cristiano Maurizio ancora minorenne. Assunse per lui il governo del ducato Federico Augusto I di Sassonia.
A testimonianza del regno di Cristiano rimane un obelisco nel parco del Castello di Mersenburg che ritrae il duca con la moglie Erdmuthe Dorotea.

## Matrimonio e figli
Sposò a Moritzburg il 14 ottobre 1679 la principessa Erdmute Dorotea di Sassonia-Zeitz da cui ebbe sette figli:
- Cristiano Maurizio (Merseburg, 7 novembre 1680-Merseburg, 14 novembre 1694);
- Giovanni Guglielmo (Merseburg, 11 ottobre 1681-Merseburg, 29 maggio 1685);
- Augusto Federico (Delitzsch, 10 marzo 1684-Merseburg, 13 agosto 1685);
- Filippo Luigi (Merseburg, 3 novembre 1686-Merseburg, 9 giugno 1688);
- Maurizio Guglielmo (Merseburg, 5 febbraio 1688-Merseburg, 21 aprile 1731), che sposò la principessa Enrichetta Carlotta di Nassau-Idstein;
- Federico Ermanno (Merseburg, 20 settembre 1691-Köthen, 2 giugno 1714), sposò la principessa Eleonora Guglielmina di Anhalt-Köthen;
- Cristiana Eleonora Dorotea (Merseburg, 6 novembre 1692-Merseburg, 30 marzo 1693).

## Ascendenza
|                                                           |                                               |                                        | Genitori                                       |  |  | Nonni |  |  | Bisnonni                                   |  |  | Trisnonni                             |  |
|                                                           |                                               |                                        |                                                |  |  |       |  |  | Christian I, principe elettore di Sassonia |  |  | August, principe elettore di Sassonia |  |
|                                                           |                                               |                                        |                                                |  |  |       |  |  | Christian I, principe elettore di Sassonia |  |  | August, principe elettore di Sassonia |  |
|                                                           |                                               | Anna af Danmark                        |                                                |  |  |       |  |  | Christian I, principe elettore di Sassonia |  |  |                                       |  |
| Johann Georg I, principe elettore di Sassonia             |                                               |                                        |                                                |  |  |       |  |  | Christian I, principe elettore di Sassonia |  |  |                                       |  |
|                                                           |                                               | Sophie von Brandenburg                 | Johann Georg, principe elettore di Brandeburgo |  |  |       |  |  |                                            |  |  |                                       |  |
|                                                           |                                               | Sophie von Brandenburg                 | Johann Georg, principe elettore di Brandeburgo |  |  |       |  |  |                                            |  |  |                                       |  |
|                                                           |                                               | Sophie von Brandenburg                 | Sabina von Brandenburg-Ansbach                 |  |  |       |  |  |                                            |  |  |                                       |  |
| Christian I, duca di Sassonia-Merseburg                   |                                               | Sophie von Brandenburg                 |                                                |  |  |       |  |  |                                            |  |  |                                       |  |
|                                                           |                                               | Albrecht Friedrich, duca di Prussia    | Albrecht I, duca di Prussia                    |  |  |       |  |  |                                            |  |  |                                       |  |
|                                                           |                                               | Albrecht Friedrich, duca di Prussia    | Albrecht I, duca di Prussia                    |  |  |       |  |  |                                            |  |  |                                       |  |
|                                                           |                                               | Albrecht Friedrich, duca di Prussia    | Anna Maria von Braunschweig-Lüneburg           |  |  |       |  |  |                                            |  |  |                                       |  |
| Magdalena Sibylle von Preußen                             |                                               | Albrecht Friedrich, duca di Prussia    |                                                |  |  |       |  |  |                                            |  |  |                                       |  |
|                                                           |                                               | Marie Eleonore von Jülich-Kleve-Berg   | Wilhelm, duca di Jülich-Kleve-Berg             |  |  |       |  |  |                                            |  |  |                                       |  |
|                                                           |                                               | Marie Eleonore von Jülich-Kleve-Berg   | Wilhelm, duca di Jülich-Kleve-Berg             |  |  |       |  |  |                                            |  |  |                                       |  |
|                                                           |                                               | Marie Eleonore von Jülich-Kleve-Berg   | Maria von Österreich                           |  |  |       |  |  |                                            |  |  |                                       |  |
| Christian II, duca di Sassonia-Merseburg                  |                                               | Marie Eleonore von Jülich-Kleve-Berg   |                                                |  |  |       |  |  |                                            |  |  |                                       |  |
|                                                           | Johann, duca di Schleswig-Holstein-Sonderburg | Christian III, re di Danimarca         |                                                |  |  |       |  |  |                                            |  |  |                                       |  |
|                                                           | Johann, duca di Schleswig-Holstein-Sonderburg | Christian III, re di Danimarca         |                                                |  |  |       |  |  |                                            |  |  |                                       |  |
|                                                           | Johann, duca di Schleswig-Holstein-Sonderburg | Dorothea von Sachsen-Lauenburg         |                                                |  |  |       |  |  |                                            |  |  |                                       |  |
| Philipp, duca di Schleswig-Holstein-Sonderburg-Glücksburg | Johann, duca di Schleswig-Holstein-Sonderburg |                                        |                                                |  |  |       |  |  |                                            |  |  |                                       |  |
|                                                           |                                               | Elisabeth von Braunschweig-Grubenhagen | Ernst III, principe di Brunswick-Grübenhagen   |  |  |       |  |  |                                            |  |  |                                       |  |
|                                                           |                                               | Elisabeth von Braunschweig-Grubenhagen | Ernst III, principe di Brunswick-Grübenhagen   |  |  |       |  |  |                                            |  |  |                                       |  |
|                                                           |                                               | Elisabeth von Braunschweig-Grubenhagen | Margarethe von Pommern-Wolgast                 |  |  |       |  |  |                                            |  |  |                                       |  |
| Christiana von Schleswig-Holstein-Sonderburg-Glücksburg   |                                               | Elisabeth von Braunschweig-Grubenhagen |                                                |  |  |       |  |  |                                            |  |  |                                       |  |
|                                                           |                                               | Franz II, duca di Sassonia-Lauenburg   | Franz I, duca di Sassonia-Lauenburg            |  |  |       |  |  |                                            |  |  |                                       |  |
|                                                           |                                               | Franz II, duca di Sassonia-Lauenburg   | Franz I, duca di Sassonia-Lauenburg            |  |  |       |  |  |                                            |  |  |                                       |  |
|                                                           |                                               | Franz II, duca di Sassonia-Lauenburg   | Sibylle von Sachsen                            |  |  |       |  |  |                                            |  |  |                                       |  |
| Sophie Hedwig von Sachsen-Lauenburg                       |                                               | Franz II, duca di Sassonia-Lauenburg   |                                                |  |  |       |  |  |                                            |  |  |                                       |  |
|                                                           |                                               | Maria von Braunschweig-Wolfenbüttel    | Julius, principe di Brunswick-Wolfenbüttel     |  |  |       |  |  |                                            |  |  |                                       |  |
|                                                           |                                               | Maria von Braunschweig-Wolfenbüttel    | Julius, principe di Brunswick-Wolfenbüttel     |  |  |       |  |  |                                            |  |  |                                       |  |
|                                                           |                                               | Maria von Braunschweig-Wolfenbüttel    | Hedwig von Brandenburg                         |  |  |       |  |  |                                            |  |  |                                       |  |
|                                                           |                                               | Maria von Braunschweig-Wolfenbüttel    |                                                |  |  |       |  |  |                                            |  |  |                                       |  |